# 10001 Palermo
10001 Palermo là một tiểu hành tinh vành đai chính. Được phát hiện ngày 8 tháng 10 năm 1969, nó được đặt theo tên thành phố Palermo, Italy.